# Anales de Química
Anales de Química era una rivista accademica che si occupava di chimica.
Nel 1998 è stata incorporata nello European Journal of Organic Chemistry e European Journal of Inorganic Chemistry. Per continuare la tradizione di questa rivista la società chimica spagnola ha fondato nel 1999 gli Anales de la Real Sociedad Española de Química.
Titoli della rivista:
- Anales de la Real Sociedad Española de Física y Química 1903-1940
- Anales de Física y Química 1941-1947

Dal 1948 al 1967 la rivista fu scorporata in:
- Anales de la Real Sociedad Española de Física y Química / Ser. A, Física
- Anales de la Real Sociedad Española de Física y Química / Ser. B, Química

La Serie A divenne poi Anales de Física, mentre la Serie B divenne nel 1968 Anales de Quimica (1968-1979).
Nel 1980 la rivista fu riorganizzata in:
- Anales de Química / Serie A, Química Física y Ingenieria Química
- Anales de Química / Serie B, Química Inorgánica y Química Analítica
- Anales de Química / Serie C, Química Orgánica y Bioquímica

Dal 1990 al 1995 le riviste furono riunite in Anales de Química.
Infine, dal 1996 al 1998 la rivista fu rinominata Anales de Química, International Edition.